# Contribuição Social sobre o Lucro Líquido
A Contribuição Social sobre o Lucro Líquido (CSLL) é um tributo federal brasileiro que incide sobre o lucro líquido do período-base, antes da provisão para o Imposto de Renda. É devida pelas pessoas jurídicas e entes equiparados pela legislação do IR, destinando-se ao financiamento da Seguridade Social, estando disciplinado pela lei nº 7.689/1988 e suas alterações. 

## Características
Sua alíquota varia entre 9% e 20% e a base de cálculo é o valor do resultado do exercício, antes da provisão para o Imposto de Renda.
A CSLL é devida pelas pessoas jurídicas da seguinte forma: 
- Pessoas jurídicas optantes pelo SIMPLES pagam IRPJ, COFINS, CSLL, PIS e outros tributos unificados
- Pessoas jurídicas optantes pelo lucro real: a alíquota de 9% será aplicada sobre o LAIR (Lucro antes do Imposto de Renda)
- Pessoas jurídicas optantes pelo lucro presumido e pelo lucro arbitrado: alíquota de 9% aplicada sobre o lucro do empreendimento. Este lucro é obtido aplicando-se os percentuais de lucro presumido (e de lucro arbitrado), presentes na tabela que segue logo abaixo, sobre a receita bruta:

- Lucro atividade econômica
- 12% Para as receitas das atividades comerciais, industriais, imobiliárias e hospitalares.
- 32% No caso de receitas de serviços em geral, exceto serviços hospitalares.

O pagamento é feito todo dia 15 de cada mês.

## Histórico
Em 21 de maio de 2015, a presidente Dilma Rousseff, através da medida provisória 675, aumentou a alíquota da CSLL para instituições financeiras de 15% para 20%. Esse aumento foi feito para compensar a queda de arrecadação prevista devido a alterações promovidas pelo Congresso Nacional no pacote de ajuste fiscal proposto pelo governo no começo de 2015. O aumento entrou em vigor em 1 de setembro de 2015.

## Base de cálculo de sociedade desobrigada de escrituração contábil
O art. 20 da Lei n° 9.249, de 26 de dezembro de 1995, alterado pelo art. 22 da Lei n° 10.684, de 30 de maio de 2003, estabelece que a base de cálculo da CSLL, devida por pessoas jurídicas desobrigada de escrituração contábil (como as que optarem pelo lucro presumido), corresponde a:
- 12% sobre a receita bruta, como regra geral; ou

- 32% sobre a receita bruta para pessoas jurídicas que exerçam as atividades de (a) prestação de serviços em geral, exceto a de serviço hospitalares;  (b) intermediação de negócios;  (c) administração, locação ou cessão de bens imóveis, móveis e direitos de qualquer natureza; ou  (d) prestação cumulativa e contínua de serviços de assessoria creditícia, mercadológica, gestão de crédito, seleção de ricos, administração de contas a pagar e a receber, compra de direitos creditários resultantes de vendas mercantis a prazo ou de prestação de serviços (factoring).

- O pagamento é feito trimestralmente ou anualmente, conforme opção feita junto à Receita Federal.